# Зофія Біліньська
Зо́фія Агне́шка Білі́ньська (пол. Zofia Agnieszka Bilińska; 12 червня 1942, Івацевичі, Полісся, нині Берестейська область, Білорусь) — польська скульпторка, художниця-графік. Членкиня Спілки польських художників.

## З життєпису
Мистецьку освіту отримала у Національній школі художніх мистецтв й на факультеті графічних мистецтв, живопису та скульптури у майстерні професора Я. П'юджета в Познанському університеті мистецтв (1962—1968).
Від 1976 року живе і працює у Гожуві-Велькопольскому.

## Творчість і визнання
Зофія Біліньська — творчиня монументальних і камерних пам'ятників, зокрема:
- Пам'ятник жертвам сталінізму у Гожуві-Велькопольскому;
- Пам'ятник жертвам концтабору Равенсбрюк, там же;
- Пам'ятник Папуші;
- Пам'ятник Павлу Захарці;
- Пам'ятник художнику Яну Корчу;
- Скульптурна група фонтана Паукша у Гожуві-Велькопольскому;
- ряд меморіальних дощок тощо.

Авторка статуетки Солов'я — Премії ім. Януша Словіка (Солов'я). Учасниця численних виставок і конкурсів.
Мисткиня неодноразово нагороджувалась за мистецькі досягнення, в тому числі:
- удостоєна премією з культури Президента міста Гожува-Велькопольского, a у 2016 році нагороджена премією з культури Любуського воєводства (2008);
- нагороджена бронзовою медаллю «За заслуги у культурі Gloria Artis» (2017).

## Галерея

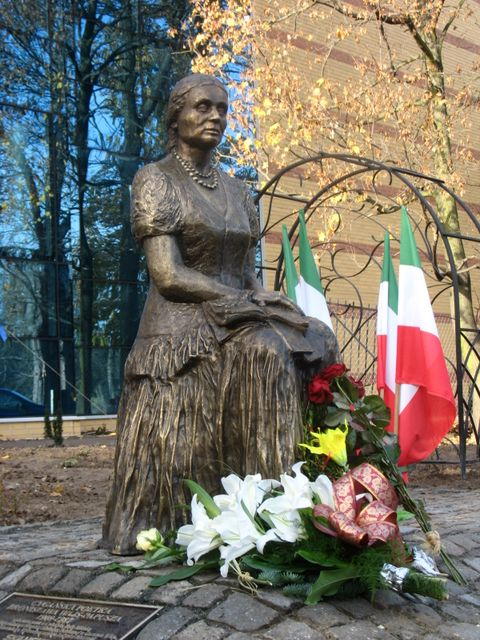
Пам'ятник Папуші у Гожуві-Велькопольскому
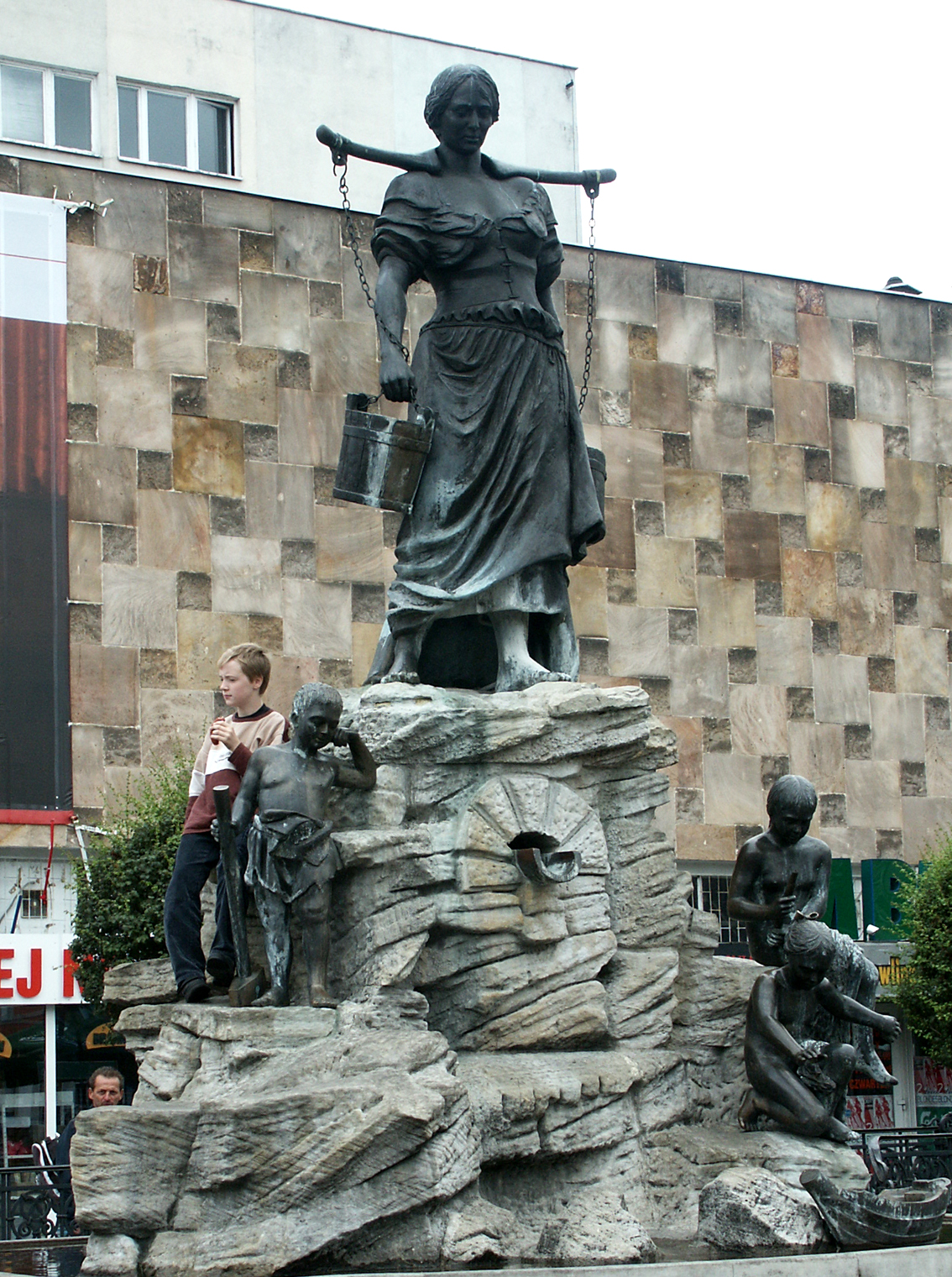
Скульптурна група фонтана Паукша
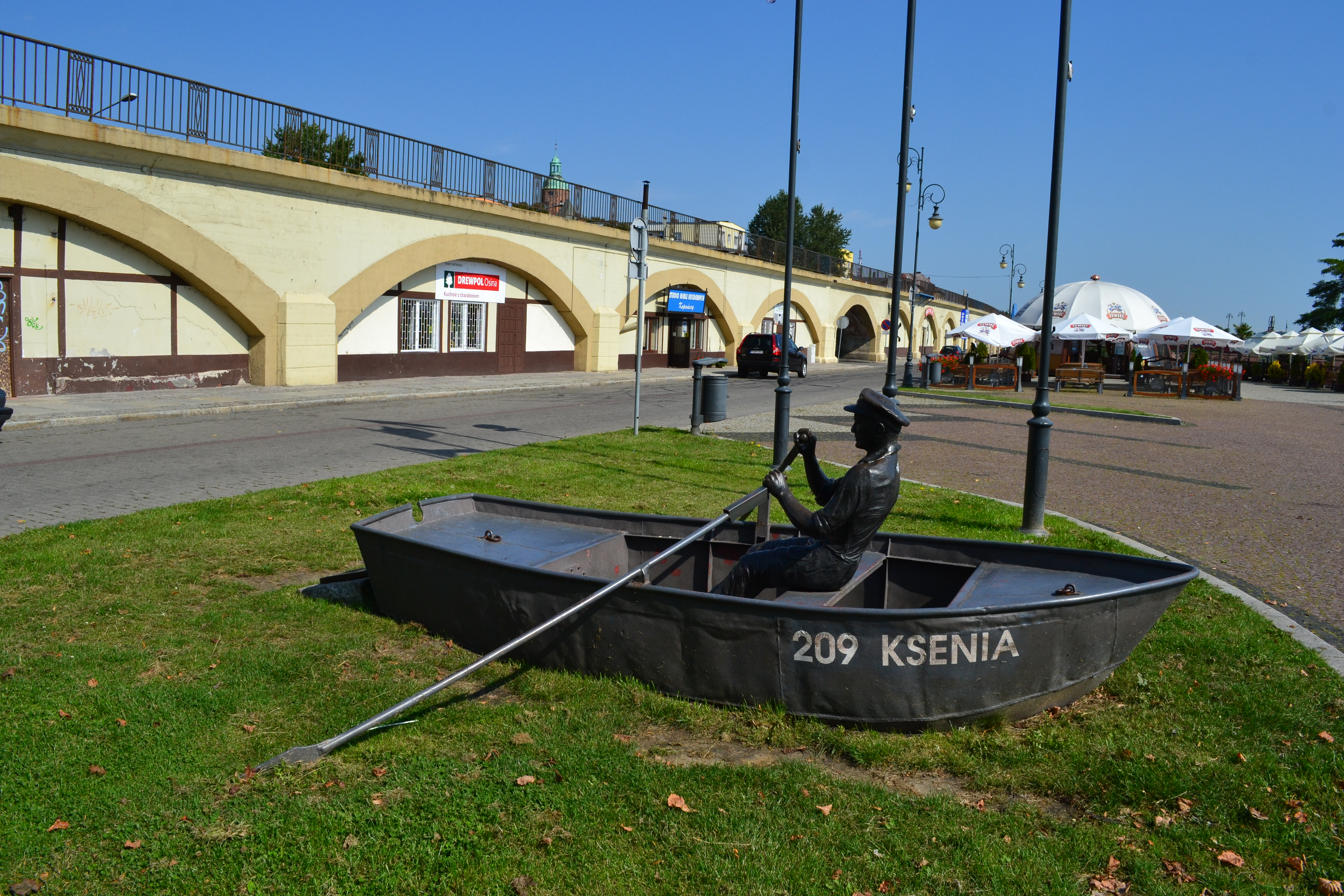
Пам'ятник Павлу Захарці